# Compactació (geologia)
La compactació en geologia es refereix al procés pel qual un sediment progressivament perd la seva porositat degut a l'efecte de la càrrega. Això forma part del procés de litificació. Quan una capa de sediment es diposita originàriament conté un marc de partícules amb el seu espai porós omplert normalment per l'aigua. A mesura que més sediments es dipositen sobre la capa l'efecte d'increment de la càrrega redueix la porositat per un empaquetament més eficient i per compressió elàstica i pressió de dissolució. La porositat inicial d'un sediment depèn de la litologia La fangolita comença amb una porositat >60%, la pedra sorrenca típicament ~40% i els carbonats de vegades del 70%. La porositat es redueix amb la fondària.

## Compactació diferencial
Si hi ha una variació en el gruix i compactabilitat d'una seqüència, la càrrega per dipòsits posteriors pot elevar la quantitat de compactació. Això té aplicació en la prospecció de petroli i gas natural.